# Pristobrycon aureus
Pristobrycon aureus és una espècie de peix de la família dels caràcids i de l'ordre dels caraciformes.

## Hàbitat
Viu en zones de clima tropical.

## Distribució geogràfica
Es troba a Sud-amèrica: afluents del curs inferior del riu Amazones i rius de la Guaiana.